# Carlo Chiarlo
Carlo Chiarlo (Pontremoli, 4 de novembro de 1881 — Lucca, 21 de janeiro de 1964) foi um religioso italiano, cardeal da Igreja Católica. Foi núncio apostólico em diversos países, na maioria latino-americanos.

## Biografia
Filho de Giuseppe Chiarlo, engenheiro de Acqui, e de Maria Tasso, de Gênova, Carlo Chiarlo estudou no Seminário de Lucca; no Pontifício Ateneu Romano "S. Apolinário", Roma; e no Pontifício Ateneu "Angelicum", Roma. Além da sua língua nativa, era fluente em inglês, francês e espanhol.
Ordenado em 28 de maio de 1904, como sacerdote de Lucca. Chiarlo foi membro do corpo docente do Seminário de Luca e ministério pastoral naquela arquidiocese (1904-1917). Secretário; e mais tarde, encarregado de negócios na nunciatura no Peru (1917-1922). Auditor na Nunciatura na Polônia (1922-1928). O Papa Bento XV o nomeou Camareiro privado de Sua Santidade, 26 de maio de 1918; renomeado em 21 de julho de 1922.
Carlo Chiarlo foi eleito arcebispo titular de Amida, em 12 de outubro de 1928. Recebeu a consagração episcopal em 11 de novembro de 1928, na capela do Pontifício Colégio Pio Latino-americano em Roma, pelo cardeal Pietro Gasparri, secretário de Estado, auxiliado pelo arcebispo Giovanni Volpi e pelo bispo Theodor Kubina.
Nomeado núncio apostólico na Bolívia, em 12 de novembro de 1928. Internúncio Apostólico na América Central e Delegado Apostólico na Guatemala em 28 de janeiro de 1932. Transferido para a recém-criada nunciatura na Costa Rica, Nicarágua e Panamá, em 30 de setembro de 1933. Chamado de volta a Roma, tornou-se funcionário da Secretaria de Estado em 1940. Núncio no Brasil, 19 de março de 1946. Voltou a Secretaria de Estado em 1 de setembro de 1954.
Além disso, foi encarregado da missão especial de ajudar os prisioneiros da Segunda Guerra Mundial em 1941 e chefe da missão pontifícia na Alemanha em 1945.
Em 20 de fevereiro de 1951 foi nomeado cavaleiro da Ordem da Águia Branca pelo governo da Polônia no exílio. Em 17 de dezembro de 1953 foi nomeado Cavaleiro da Grã-Cruz da Ordem do Mérito da República Italiana. Núncio à disposição da Secretaria de Estado, setembro 1954-1958.
Aposentou-se da Secretaria de Estado e foi criado cardeal pelo Papa João XXIII no consistório de 15 de dezembro de 1958; recebeu o barrete vermelho e o título de S. Maria in Portico Campitelli, diaconia elevada pro illa vice a título em 18 de dezembro de 1958. Participou do conclave de 1963, que elegeu o Papa Paulo VI. Participou das duas primeiras sessões do Concílio Vaticano II (1962-1963).
Cardeal Chiarlo faleceu de um tumor intestinal, do qual sofreu por mais de sete meses, na casa de sua família em Lucca. A cidade de Lucca celebrou um funeral pomposo. A sua urna, transportada da casa da sua família para o arcebispado, foi transportada para a Sé acompanhada por um batalhão do 78.º Regimento de Infantaria, membros do clero diocesano e religioso, seminaristas e alunos do Liceu Missionário de Carraia e do Capítulo da Sé Metropolitana. catedral. A missa fúnebre, celebrada por Dom Giovanni Ferrofino, com a participação do Cardeal Antonio Bacci, foi concelebrada entre outros pelos Arcebispos de Lucca e Pisa e pelos Bispos de Pescia, Pistoia, San Miniato, Volterra, Chiusi-Pienza, Massa Marittima, bispos auxiliares de Lucca e Pisa, o abade da abadia Vallombrosiana de Montenero e três prelados da Santa Sé. O cardeal Ermenegildo Florit, de Florença, foi representado pelo seu vigário geral. No final da Missa, as cinco absolvições foram proferidas por Dom Antonio Torrini de Lucca, Dom Ugo Camozzo de Pisa, Dom Felice Beccaro de San Miniato, Dom Dino Luigi Romoli de Pistoia e a última pelo Cardeal Bacci. Sepultado na Capela Giomignani, Cemitério Urbano de Lucca, conforme sua vontade.